# Renata Nielsenová
Renata Nielsenová, rozená Pytełewska ( * 18. května 1966, Otwock) je bývalá dánská atletka, halová mistryně Evropy ve skoku do dálky.

## Sportovní kariéra
Specializovala se na skok daleký, startovala ale také v trojskoku a sprintech. Do roku 1990 reprezentovala Polsko, poté Dánsko (provdala se za svého trenéra Larse Nielsena). V roce 1993 získala bronzovou medaili ve skoku dalekém na mistrovství světa, v roce 1996 se stala halovou mistryní Evropy v této disciplíně. Těsně pod stupni vítězů skončila na evropském šampionátu v roce 1994 (čtvrtá) a na mistrovství světa v následující sezóně (pátá). Dvakrát startovala na olympiádě – v Barceloně v roce 1992 skončila jedenáctá, v Atlantě o čtyři roky později nepostoupila do finále. Její osobní rekord je 6,96 m v dálce a 13,71 m v trojskoku.